# Kasturba Gandhi
Kasturba Makhanji (11 de abril de 1869-22 de febrero de 1944), cariñosamente llamada Ba, fue la esposa de Mahatma Gandhi.

## Biografía

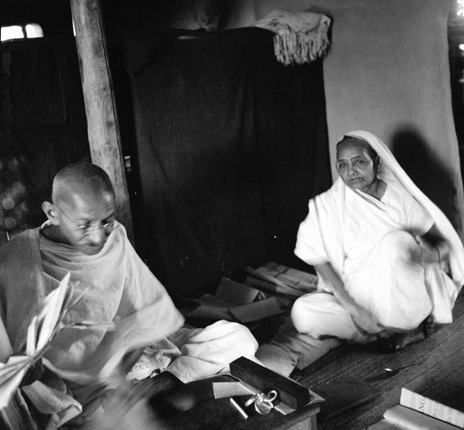
Kasccycyfv
Ggjurba y Gandhi en la década de 1930.

Nació en una rica familia de negocios, los Gokuladas Makharhji de Porbandar. Se casó con Gandhi tras un arreglo familiar a los 13 años, cambiando su nombre a Kastürba Gandhi. Cuando su marido partió a Londres para estudiar Derecho (1888), ella se quedó en la India junto a su hijo recién nacido Harilal Gandhi. Además, el matrimonio tuvo tres hijos más: Manilal (1892), Ramdas (1897) y Devdas (1900).
En 1906 su marido anunció que comenzaría a practicar brahmacharia -o celibato- y dejó de mantener relaciones sexuales con ella, a pesar de que a Gandhi no le resultaba fácil aceptar ello. Kasturba también adoptó la castidad y nunca le fue infiel, cómo él, renunció a las distinciones de casta.
El 22 de febrero de 1944 falleció a los 74 años en el Palacio del Aga Khan (Pune, India), en el que tanto ella como Gandhi se encontraban bajo arresto domiciliario. Si su marido hubiera aceptado que recibiera atención médica, ella se hubiera salvado. Pero debido a las creencias naturistas de Gandhi, decidió que no se le aplicara antibióticos.